# Котленска река
Котленска река (или Котелшница) е река в Стара планина, област Сливен – община Котел, ляв приток на река Луда Камчия. Дължината ѝ е 25 km.
Котленска река води началото си под името Зеленишка река от 843 m н.в. в западната част на Котленска планина. До град Котел тече в източна посока в дълбока и залесена долина между Котленска планина на север и планинския рид Разбойна (част от Котленска планина) на юг. След Котел реката завива на югоизток и пресича чрез дълбок пролом Котленска планина. Влива се отляво в река Луда Камчия на 375 m н.в. в северната част на село Градец.
Площта на водосборния басейн на реката е 232 km2, което представлява 14,4% от водосборния басейн на река Луда Камчия.
Основни притоци: → ляв приток; ← десен приток
- ← Крива река
- → Глогова река
- ← Корийски дол
- ← Гръцки дол
- → Жилков дол
- ← Нейковска река

Реката е с дъждовно-снежно подхранване с максимален отток през месец март-април, а минимален – септември-октомври. Подхранването на Котленска река е предимно от карстови извори.
По течението на реката са разположени град Котел и в устието ѝ село Градец.
Множество от изворите на малките горни притоци на реката преди град Котел са каптирани и водите им се използват за водоснабдяване на града.
От град Котел до село Градец, на протежение от 13,9 km по долината на Котленска река преминава участък от второкласен път № 48 от Държавната пътна мрежа Омуртаг – Котел – Мокрен.
Поради факта, че горното течение на реката (над град Котел) преминава силно окарстен терен, от двете страни на долината ѝ, по стръмните и отвесни скални корнизи има множество естествени пещери („Приказна“, „Дряновска пещера“, „Орлова пещера“ и др.), обект за туризъм и отдих.

## Топографска карта
- Лист от карта K-35-41. Мащаб: 1 : 100 000.
- Лист от карта K-35-42. Мащаб: 1 : 100 000.